# Leo Voogd (verzetsstrijder)
Leo Eliza Voogd (Rotterdam, 18 september 1920 - Kamp Vught, 4 september 1944) was een Nederlandse verzetsstrijder in de Tweede Wereldoorlog. Hij was districtshoofd van de Landelijke Organisatie voor Hulp aan Onderduikers (LO) in Den Haag.

## Levensloop
Voogd studeerde theologie aan de Universiteit Leiden. In de zomer van 1943 werd hij gevraagd om leiding te geven aan de nieuw opgerichte Haagse afdeling van de Landelijke Organisatie voor Hulp aan Onderduikers. Het ontstaan van de LO-afdeling Den Haag verliep moeizaam. In Den Haag was er al een grote verzetsorganisatie onder leiding onder leiding van Teus van Vliet actief. Omdat beide organisaties elkaar als het ware beconcurreerden besloten ze samen te gaan. Aanvankelijk eiste Van Vliet het leiderschap op, maar beide partijen werden het daar niet over eens. Voogd kwam naar voren als compromiskandidaat. Binnen de organisatie bleef het voor Voogd lastig werken met de familieleden van Van Vliet die een eigen koers bleven varen. Bovendien maakte het feit dat Van Vliet "promotie" had gemaakt als Provinciaal Leider in Zuid-Holland het er niet eenvoudiger op. 
In mei 1944 waren twee verzetsvrienden van Voogd, namelijk Joris Daniël Pronk en Pieter Gilles Blaauw, in handen van de Duitsers gevallen. Voogd ontwikkelde een plan om met een mitrailleur het zogeheten Oranjehotel te overvallen. Daarbij zou hij hulp krijgen met de Knokploeg-Karl. Er was contact met de SD'er Ficker die toegang kon verschaffen tot de gevangenis. De knokploeg wilde eerst weten of Ficker te vertrouwen was en drong aan op een extra afspraak. Ficker bleek inderdaad niet te vertrouwen, want hij had de Sicherheitsdienst ingelicht. De Haagse Documentatiedienst, een speciale politieafdeling binnen de Haagse politie die nauw samenwerkte met de Duitsers was vide Vertrouwensman Peter Marsman op de hoogte.
Voogd werd ter plekke samen met Jan Hillenius gearresteerd. Voogd en Hillenius kwamen via het Oranjehotel terecht in Kamp Vught. Daar werden beide mannen op 4 september 1944 gefusilleerd. Voogds opvolger als districtshoofd Jan Mulders werd twee weken later gearresteerd en op hetzelfde moment als Voogd geëxecuteerd.

## Postuum
De Leo Voogdweg in de Haagse wijk Duttendel is naar Voogd vernoemd.